# Stade Rennais F.C.
Stade Rennais Football Club (phát âm tiếng Pháp: [stad ʁɛnɛ]), thường được gọi là Stade Rennais (tiếng Breton: Stad Roazhon), Rennes, hay đơn giản là SRFC, là một câu lạc bộ bóng đá Pháp có trụ sở tại Rennes. Câu lạc bộ thành lập năm 1901, hiện đang chơi tại Ligue 1

## Cầu thủ

### Đội hình hiện tại
Tính đến ngày 7/9/2024.
Ghi chú: Quốc kỳ chỉ đội tuyển quốc gia được xác định rõ trong điều lệ tư cách FIFA. Các cầu thủ có thể giữ hơn một quốc tịch ngoài FIFA.
| Số | VT | Quốc gia    | Cầu thủ                                        |
| -- | -- | ----------- | ---------------------------------------------- |
| 2  | HV | Kenya       | Joseph Okumu                                   |
| 4  | HV | Bỉ          | Maxime Busi                                    |
| 6  | TV | Pháp        | Valentin Atangana                              |
| 7  | TĐ | Nhật Bản    | Junya Itō                                      |
| 9  | TĐ | Đan Mạch    | Mohamed Daramy                                 |
| 10 | TV | Malta       | Teddy Teuma                                    |
| 11 | TĐ | Pháp        | Amine Salama                                   |
| 14 | TV | Đức         | Reda Khadra                                    |
| 15 | TV | Zimbabwe    | Marshall Munetsi                               |
| 16 | TM | Pháp        | Ludovic Butelle                                |
| 17 | TĐ | Nhật Bản    | Keito Nakamura                                 |
| 18 | HV | Tây Ban Nha | Sergio Akieme                                  |
| 19 | TV | Brasil      | Gabriel Moscardo (mượn từ Paris Saint-Germain) |

| Số | VT | Quốc gia    | Cầu thủ                                    |
| -- | -- | ----------- | ------------------------------------------ |
| 20 | TM | Pháp        | Alexandre Olliero                          |
| 21 | HV | Bờ Biển Ngà | Cédric Kipré                               |
| 22 | TĐ | Bờ Biển Ngà | Oumar Diakité                              |
| 23 | HV | Bồ Đào Nha  | Aurélio Buta (mượn từ Eintracht Frankfurt) |
| 24 | HV | Bờ Biển Ngà | Emmanuel Agbadou (đội trưởng)              |
| 25 | HV | Bỉ          | Thibault De Smet                           |
| 55 | HV | Pháp        | Nhoa Sangui                                |
| 67 | TĐ | Pháp        | Mamadou Diakhon                            |
| 71 | TV | Bờ Biển Ngà | Yaya Fofana                                |
| 72 | TV | Bờ Biển Ngà | Amadou Koné                                |
| 92 | HV | Pháp        | Abdoul Koné                                |
| 94 | TM | Pháp        | Yehvann Diouf                              |

### Cho mượn
Ghi chú: Quốc kỳ chỉ đội tuyển quốc gia được xác định rõ trong điều lệ tư cách FIFA. Các cầu thủ có thể giữ hơn một quốc tịch ngoài FIFA.
| Số | VT | Quốc gia | Cầu thủ                                     |
| -- | -- | -------- | ------------------------------------------- |
| —  | TM | Pháp     | Ewen Jaouen (tại Dunkerque đến 30/62025)    |
| —  | HV | Sénégal  | Fallou Fall (tại Fredrikstad đến 30/62025)  |
| 27 | TĐ | Gambia   | Adama Bojang (tại Grasshopper đến 30/62025) |

### Đội dự bị
Tính đến ngày 21/8/2024.
Ghi chú: Quốc kỳ chỉ đội tuyển quốc gia được xác định rõ trong điều lệ tư cách FIFA. Các cầu thủ có thể giữ hơn một quốc tịch ngoài FIFA.
| Số | VT | Quốc gia | Cầu thủ         |
| -- | -- | -------- | --------------- |
| 48 | TV | Pháp     | Samuel Koeberle |
| —  | TM | Pháp     | Soumaïla Sylla  |
| —  | HV | Mali     | Bourama Diarra  |

| Số | VT | Quốc gia | Cầu thủ                       |
| -- | -- | -------- | ----------------------------- |
| —  | TĐ | Mali     | Thiemoko Diarra               |
| —  | TĐ | Mali     | Abdoulaye Gory                |
| —  | TĐ | Pháp     | Christ-Emmanuel Letono Mbondi |

## Các đời huấn luyện viên
Managers since 1906 and later to the accession to professional status in 1932, with the exception of 1939–1941, where the Stade Rennais reverted to amateur status, and 1942–1944, where no manager was appointed by the board, and 1945 where the club didn't compete in any competition.
| Dates     | Name                 |
| --------- | -------------------- |
| 1906–1909 | Arthur Griffith      |
| 1920–1922 | George Scoones       |
| 1930–1931 | Trojanek             |
| 1932–1933 | Kálmán Szekány       |
| 1933      | Phillip McCloy       |
| 1933–1936 | Josef Pepi Schneider |
| 1936–1941 | Jean Batmale         |
| 1941–1942 | Émile Scharwath      |
| 1942–1945 | Jean Batmale         |
| 1945–1952 | François Pleyer      |
| 1952–1955 | Salvador Artigas     |
| 1955–1961 | Henri Guérin         |
| 1961–1964 | Antoine Cuissard     |
| 1964–1972 | Jean Prouff          |
| 1972–1974 | René Cédolin         |
| 1974–1976 | Antoine Cuissard     |
| 1976–1977 | Claude Dubaële       |
| 1977–1979 | Alain Jubert         |

| Dates        | Name                 |
| ------------ | -------------------- |
| 1979–1982    | Pierre Garcia        |
| 1982–1984    | Jean Vincent         |
| 1984–1986    | Pierre Mosca         |
| 1987         | Patrick Rampillon    |
| 1987–1991    | Raymond Kéruzoré     |
| 1991–1993    | Didier Notheaux      |
| 1993–1996    | Michel Le Millinaire |
| 1996–1997    | Yves Colleu          |
| 1997–1998    | Guy David            |
| 1998–2001    | Paul Le Guen         |
| 2001–2002    | Christian Gourcuff   |
| 2002         | Philippe Bergeroo    |
| 2002–2003    | Vahid Halilhodžić    |
| 2003–2006    | László Bölöni        |
| 2006–2007    | Pierre Dréossi       |
| 2007–2009    | Guy Lacombe          |
| 2009–present | Frédéric Antonetti   |

## Danh hiệu

### Quốc nội
- Ligue 2
  - Champions (2): 1956, 1983
- Coupe de France
  - Champions (3): 1965, 1971, 2019
  - Runners-Up (3): 1922, 1937, 2009
- Trophée des champions
  - Champions (1): 1971
- Ligue de Bretagne
  - Champions (3): 1904, 1908, 1909
- Ligue de l'Ouest
  - Champions (3): 1919, 1920, 1923
- Coupe Interfédérale de l'Ouest
  - Champions (1): 1919
- Coupe Gambardella
  - Champions (3): 1973, 2003, 2008

### Đấu trường châu lục
- Intertoto Cup
  - Winners (1): 2008

### Các đấu trường khác
- Odorico Cup
  - Champions (1): 1920
- Allies' Cup
  - Champions (2): 1916, 1917
- Rennes Cup
  - Champions (1) 1916